# Chorteró
Chorteró (Chortero) är en ort i Grekland.   Den ligger i prefekturen Nomós Serrón och regionen Mellersta Makedonien, i den norra delen av landet, 400 km norr om huvudstaden Aten. Chorteró ligger 58 meter över havet och antalet invånare är 628.
Terrängen runt Chorteró är kuperad åt nordost, men åt sydväst är den platt.Runt Chorteró är det ganska tätbefolkat, med 52 invånare per kvadratkilometer. Närmaste större samhälle är Sidirókastro, 2,4 km nordost om Chorteró. Trakten runt Chorteró består i huvudsak av gräsmarker.